# Lintelner Geest
Die Lintelner Geest (auch Lint(e)ler Geest, in einigen Karten auch als Verdener Heide bezeichnet) ist eine Geestlandschaft in Niedersachsen und gehört administrativ zur Gemeinde Kirchlinteln.

## Geografie
Die Lintelner Geest bildet den Ostteil der Achim-Verdener Geest. Sie umfasst damit den zum historischen Herzogtum Verden beziehungsweise zum heutigen Landkreis Verden gehörenden Übergang von Stader Geest zur Lüneburger Heide. Größter Ort ist Kirchlinteln. Die Lintelner Geest grenzt an die Aller im Südwesten, die Mittelweserregion im Westen und die Wümmeniederung im Norden.

## Landschaftsbild
Die Region ist landwirtschaftlich geprägt. Typisch sind Moränenhügel, kleine Dörfer und Einzelgehöfte sowie ausgedehnte Wald-, Heide- und Moorgebiete. In einigen Dörfern der Lintelner Geest befinden sich viele Gärtnereien.

## Moorleiche von Brammer
In einem Moor südwestlich der Ortschaft Kreepen bei Brammer wurde am 12. Juni 1903 im Bereich einer Wüstung der Mann von Kreepen als  männliche Moorleiche entdeckt. In eine Holzkiste verpackt, wurde sie an das Museum für Völkerkunde nach Berlin übersandt. Bei den Bombenangriffen auf die Stadt während des Zweiten Weltkriegs ging die Leiche jedoch verloren. Im Moormuseum Elisabethfehn ist ein Haarbüschel dieser Moorleiche ausgestellt.

## Europäischer Dorferneuerungspreis
Im Zusammenschluss der in der Lintelner Geest befindlichen Ortschaften Bendingbostel, Brunsbrock, Sehlingen, Kreepen, Schafwinkel und Odeweg gewann die Region im Jahr 2000 den Europäischen Dorferneuerungspreis der ARGE Landentwicklung und Dorferneuerung.

## Orte
- Bendingbostel
- Klein Linteln
- Brunsbrock
  - Schmomühlen
- Heins (Kirchlinteln)
  - Groß Heins
  - Klein Heins
- Holtum (Geest)
  - Heidkrug
  - Wedehof
- Kirchlinteln
- Kreepen
  - Brammer
- Kükenmoor
- Schafwinkel
  - Odeweg
  - St. Pauli
- Sehlingen

## Sehenswürdigkeiten
- ursprüngliche Ortskerne mit Bauten im regionaltypischen niedersächsischen Stil
- Kirchen in Kirchlinteln und Brunsbrock
- Brammer See
- Lindhoopdenkmal in Kirchlinteln
- Naturschutzgebiet Hügelgräber-Heide bei Kirchlinteln
- Windmühle in Holtum (Geest)
- Windmühle in Schmomühlen